# Edward Alfred Cowper

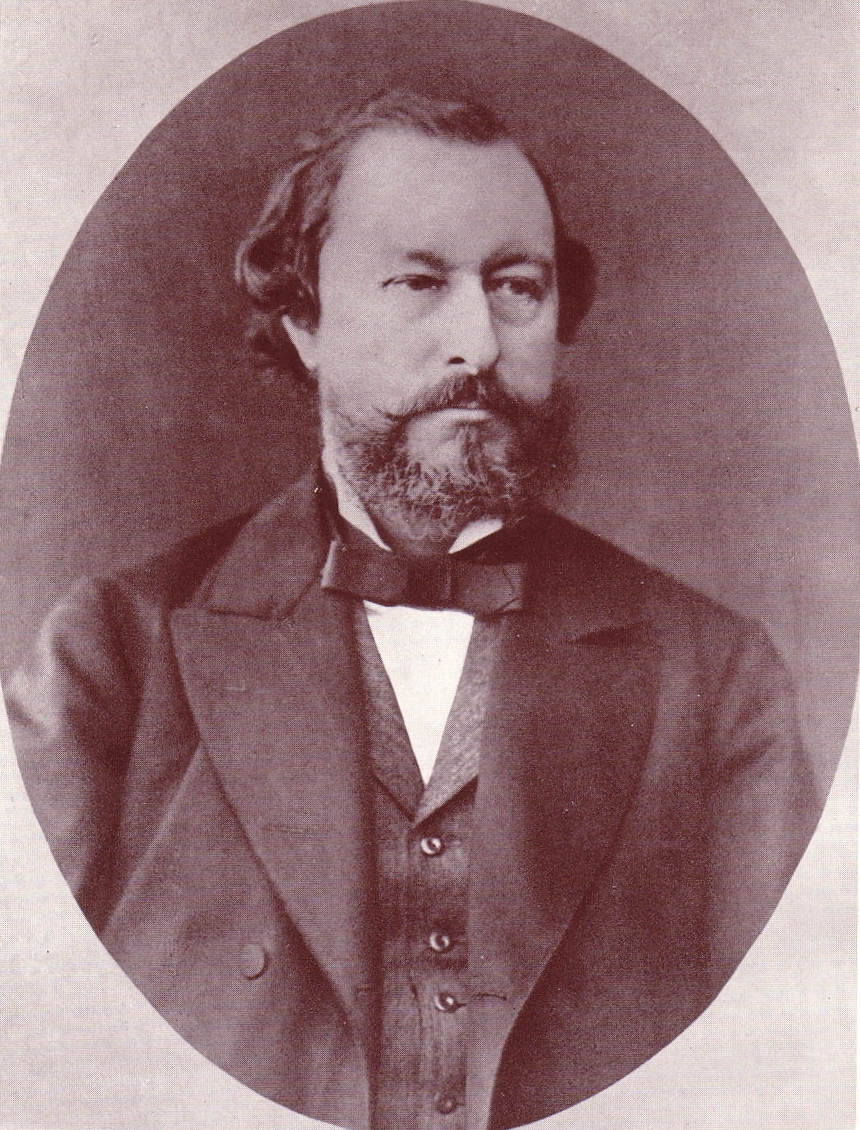
Edward Alfred Cowper

Edward Alfred Cowper (* 10. Dezember 1819 in London; † 9. Mai 1893 in Rastricke, Pine Grove, Weybridge, Surrey) war ein britischer Ingenieur und Erfinder.

## Leben
Edward Alfred Cowper begann als Sohn von  Edward Shickle Cowper und Ann Applegath bereits mit 14 Jahren eine Lehre in der Londoner Maschinenfabrik von John Braithwaite und verbrachte dort insgesamt sieben Jahre. Anschließend wechselte er zu „Fox, Henderson & Co.“ nach Birmingham. Nach seiner Mitarbeit an den Entwürfen für die Gebäude zur Weltausstellung 1851 in London ließ er sich dort als freier, beratender Ingenieur nieder. In dieser Zeit entwarf er unter anderem die Dachkonstruktion des Bahnhofs Birmingham New Street mit für damalige Verhältnisse aufsehenerregenden 70 Metern Spannweite.
1841 erfand er die Knallkapsel, ein Mittel, um im Eisenbahnbetrieb im Notfall Züge vor Gefahren warnen zu können. Die Erfindung kam weltweit zum Einsatz und bei einigen Eisenbahnen besteht nach wie vor die Pflicht, dass jeder Zug Knallkapseln mitführen muss. Es folgte ein neues Gussverfahren für Schienenstühle während seiner Zeit bei „Fox, Henderson & Co.“. 1868 entwickelte Cowper ein Fahrrad mit Tangentialspeichen (Patent Nr. 3886 vom 21. Dezember 1858) und Gummibereifung. Auch eine Verbundmaschine und ein elektrischer Telegraph gehören zu der Vielzahl seiner Entwicklung.
Edward Alfred Cowper gehört zu den Gründungsmitgliedern der Institution of Mechanical Engineers, zu deren Präsident er 1880/81 gewählt wurde. Außerdem war er Vorstandsmitglied der Institution of Civil Engineers und Gründungsmitglied des Iron and Steel Institute.
1893 starb Cowper in seinem Haus in Pine Grove, Weybridge (Surrey) an Lungenentzündung. Er hinterließ seine Frau Juliana und einen Sohn.

## Herausragende Leistungen
Zu den größten Leistungen Cowpers zählt die nach ihm benannte Neuentwicklung der Winderhitzer an Hochöfen, die die bis dahin verwendeten „Wasseralfinger Winderhitzer“ von Faber du Faur ablösten.
Das insgesamt siebenteilige Patent wurde unter der Bezeichnung „Invention of Improvements in Furnaces for Heating Air and other Elastic Fluids“ am 19. Mai 1857 angemeldet und am 7. August desselben Jahres erteilt. Zu den unter Patentschutz stehenden Teilen gehörte der in einem luftdichten, feuerfest ausgekleideten Blechgehäuse untergebrachte Regenerator selbst, der von Durchflusskanälen für Gichtgas und Kaltluft durchzogen war; die Verwendung von zwei wechselseitig betriebenen Generatoren, die eine ununterbrochene Versorgung des Hochofens mit stetig unter gleichem Druck stehendem Heißwind garantierte; eine oder mehrere für den Wechselbetrieb unerlässliche, verschließbare Feuerstellen; sowie die Beheizung des Regenerators mit Gichtgas, aber auch anderen brennbaren Ofengasen.
Bis heute werden „Cowper-Winderhitzer“ im Hüttenwesen zur Heißlufterzeugung für Schmelzöfen aller Art verwendet.